# Lieber Tamás
Lieber Tamás (Esztergom, 1972. augusztus 18. –) magyar radiográfus, tanár, barlangkutató, újságíró.

## Élete
Dolgozott barlangi idegenvezetőként, röntgentechnikusként. A MÚOSZ Bálint György Újságíró Akadémia hallgatója volt 1998-1999-ben. Földrajz tanári diplomáját 2004-ben szerezte meg a Nyíregyházai Főiskolán. Az Országos Onkológiai Intézet Radiológiai Diagnosztikai Osztályának 1990-1995 között volt, majd 1999-től 2010-ig, illetve 2011-2017. között ismét munkatársa. 2017 márciusától az esztergomi Vaszary Kolos kórház CT-részlegén dolgozik. 1995 és 1998 között, majd 2014-től másodállásban a Raditec Kft., 2010–2011 között a Szent István Kórház Központi Radiológiai osztályának dolgozója. A dorogi Benedek Endre Barlangkutató és Természetvédelmi Egyesület (BEBTE) alapító tagja, 1995-től elnöke. 1993-ban a Diák- és Ifjúsági Újságírók Országos Egyesülete Környezetvédelmi Tagozatának alapító tagja. 1997-1999 között a DUE Intézőbizottságának elnöke. 2002 és 2004 között a Magyar Karszt- és Barlangkutató Társulat titkára. Dorogon 1995-1998 között a Közbiztonsági Tanács tagja. 2004–2006 között A Földgömb című folyóirat szerkesztője, újságírója. 2003–2004-ben a Mount Everest Magazin szerkesztője, rovatvezetője, 2005-től 2016-ig a Hegyisport és Túramagazin (HTM) rovatvezetője. Számos cikke jelent meg az előbbieken kívül a 3. Évezred és az Élet és Tudomány folyóiratokban. Rendszeres túrákat vezet a BEBTE által működtetett Sátorkőpusztai-barlangban, valamint az Aggteleki-karszt idegenforgalmi barlangjaiban. Nagyobb volumenű külföldi túrákat (tanulmányutakat) szervezett társaival 1999-2008 között számos alkalommal Dél-Olaszország vulkáni tájaira, 2007-ben és 2012-ben a Retyezátba (Déli-Kárpátok), 2017-19 között pedig társaival Norvégiába látogatott, ahol felkeresték az ország legfőbb természeti nevezetességeit. A norvég utazásokat egy, a tagok által létrehozott, közel 40 nagyméretű fotóból létrehozott vándorkiállítás, valamint Gábor Évával közös több tucat ismeretterjesztő írás és számos előadás dokumentálja. 2019-ben a BEBTE berkein belül Gábor Évával és Ostyáni Jánossal közösen megalapították a "SZEMÉTIRTÓK" közösséget, ami a környezettudatosság terjesztését tűzte zászlajára. 2019-ben és 2020-ban a csapat 30-40 aktív taggal kiegészülve, valamint a helyi lakosságot mozgósítva közel száz köbméternyi illegális hulladéklerakatot számolt fel.

## Könyvek, amelyekben közreműködött
- A jelek mélyvilága. Barlangi helynevek. (szerző, társszerzők: Balázs Géza, Varga Ferenc); Magyar Szemiotikai Társaság, 2001
- Barlangkutatók szakmai találkozója, 2001. november 9-11. (szerkesztő); BEBTE, 2002
- Charles Pellegrino: A Vezúv kísértetei. (szakmai lektor); GABO Könyvkiadó, 2006
- Anne Rooney: Földrengések és vulkánok. (szakmai lektor); GABO Könyvkiadó, 2006
- Vulkántúrák. Dél-Olaszország. (szerző, társszerzők: Érdi-Krausz Erika, Fadgyas F. Gábor, Kosztra Barbara, Szabó Zoltán, Tóth Krisztina); Kornétás Kiadó, 2007
- Barlangtúrák. Föld alatt a Föld körül. (szerkesztő, társszerkesztő: Kucsera Márton); Kornétás Kiadó, 2009
- A barlangoktól a tűzhányókig. (szerkesztő); BEBTE, 2009
- A Sátorkőpusztai-barlang monográfiája. (szerkesztő); BEBTE, 2010, 2016
- Csavargás a Kárpátok szívében. (szerző, társszerző: Varga László); BEBTE, 2012
- Haroun Tazieff: Saint Martin barlang titka. (Barlangász klasszikusok, reprint kiadás, főszerkesztő), BEBTE, 2016
- Jakucs László: Faggyúfályás expedíció. (Barlangász klasszikusok, reprint kiadás, főszerkesztő); BEBTE, 2016
- Kessler Hubert: Barlangok mélyén. (Barlangász klasszikusok, reprint kiadás, főszerkesztő); BEBTE, 2016
- Jakucs László: A Békebarlang felfedezése. (Barlangász klasszikusok, reprint kiadás, főszerkesztő); BEBTE, 2017
- Dudich Endre: Az Aggteleki cseppkőbarlang és környéke. (Barlangász klasszikusok, reprint kiadás, főszerkesztő); BEBTE, 2017
- Jakucs László: Cseppkőország mélyén. (Barlangász klasszikusok, reprint kiadás, főszerkesztő); BEBTE, 2018
- Kessler Hubert – Megay Géza: Lillafüred barlangjai. (Barlangász klasszikusok, reprint kiadás, főszerkesztő); BEBTE, 2018
- Európai mozaikok. A Strombolitól Nordkappig – úti jegyzetek. (szerző); BEBTE, 2018 - Előkészületben

## Jelentősebb cikkek
| Rövidítések: HTM = Hegyisport és Turista Magazin TM = Turista Magazin ÉT = Élet és Tudomány \| Sorsz. \| Cikk címe \| Folyóirat \| Megjelenés dátuma \| Megjelenés helye a lapban \| Társszerző(k) \| \| 1. \| VULKÁNKITÖRÉSEK ÉS SZÖKŐÁRAK Pillantás az Etna torkába – Új figyelmeztető táblák a Strombolin \| Mount Everest \| 2004. szeptember- október \| \| Láng István \| \| 2. \| TŰZOLTÓK A HEGY GYOMRÁBAN Portalanítás a Sátorkőpusztai-barlangban \| Mount Everest \| 2004. szeptember- október \| 20-21. oldal \| - \| \| 3. \| A deményfalvi Szabadság-barlangban CSEPPKÖVEK KÖZÖTT \| HTM \| 2005. január \| 18-19. oldal \| - \| \| 4. \| Téli túrán a Börzsönyben FAGYOS CSENDÉLET \| HTM \| 2005. február \| 58-59. oldal \| - \| \| 5. \| A természetjárás illúziója ÁTÉRTÉKELŐDÖTT FOGALMAK \| HTM \| 2005. április \| 44-45. oldal \| - \| \| 6. \| Vizes túrán az Etnán MEGMÁRTÓZÁS A LÁVAMEZŐBEN \| HTM \| 2005. május \| 8-9. oldal \| Érdi-Krausz Erika \| \| 7. \| Túra a Nagy Sándorra „JELLEGTELEN” CSÚCS \| HTM \| 2005. július \| 8-9. oldal \| Varga Mariann \| \| 8. \| A Lipari-szigetek között TIRRÉN-TENGERI HÁNYATTATÁS \| HTM \| 2005. augusztus \| 8-9. oldal \| - \| \| 9. \| A Nagykő-havas A KÁRPÁT-KANYARBAN \| HTM \| 2005. augusztus \| 24-26. oldal \| - \| \| 10. \| A cserszegtomaji labirintus „FENEKETLEN” KÚT \| HTM \| 2005. szeptember \| 20-22. oldal \| - \| \| 11. \| A kies Martelltal VÁLTOZATOS TÚRAÖSVÉNYEKEN DÉL-TIROLBAN \| HTM \| 2005. szeptember \| 30-31. oldal \| - \| \| 12. \| Unaloműzés az Alpesekben JÉGRE VITT TÚRABAKANCSOK \| HTM \| 2005. november \| 8-9. oldal \| - \| \| 13. \| A természetvédők törvényi szigorítást sürgetnek RAJTAÜTÖTTEK AZ ERDEI MOTOROSOKON \| HTM \| 2005. november \| 45. oldal \| - \| \| 14. \| A Laasi-völgy titka AHOL A PATAK MÁRVÁNYT MOS \| HTM \| 2005. december \| 20-21. oldal \| - \| \| 15. \| Az értékes kőzet nyomában AHOL A PATAK MÁRVÁNYT MOS \| HTM \| 2006. január \| 20-22. oldal \| - \| \| 16. \| Vulkánok, szolfatárák, mofetták GYÓGYÍTÓ ÉS GYILKOS ÜREGEK \| HTM \| 2006. február \| 22-23. oldal \| - \| \| 17. \| A dolomitok árnyékában A RITTENI FÖLDPIRAMISOK \| ÉT 2006/7 \| 2006.02.17. \| 202-203. oldal \| - \| \| 18. \| Egy újrakutatott barlang SÁTORKŐPUSZTAI KINCSEK \| ÉT 2006/25 \| 2006.06.23. \| 784-787. oldal \| Sásdi László \| \| 19. \| Újra az Etnán A BOCCA PEREMÉN \| HTM \| 2006. augusztus \| 8-9. oldal \| - \| \| 20. \| Ismerkedés Salina szigetével TRÓPUSI VARÁZSLAT \| HTM \| 2006. szeptember \| 8-9. oldal \| - \| \| 21. \| AZ ALCANTARA SZURDOKÁBAN (hátlap) \| ÉT 2006/39 \| 2006.09.29. \| 1246. oldal \| - \| \| 22. \| Újra a Strombolin HEGY KIROBBANÓ FORMÁBAN \| HTM \| 2006. október \| 8-9. oldal \| - \| \| 23. \| Kőbánya a hegy gyomrában A VALÓDI MÁRVÁNY NYOMÁBAN \| ÉT 2006/44 \| 2006.11.03. \| 1392-1395. oldal \| - \| \| 24. \| A VEZÚV KRÁTERE (hátlap) \| ÉT 2006/46 \| 2006.11.17. \| 1470. oldal \| - \| \| 25. \| Litznerspitze, Madatscknott és ami mögötte van – KÖD ELŐTTÜNK, KÖD UTÁNUNK \| HTM \| 2006. november \| 8-9. oldal \| \| \| 26. \| Újra Pozzuoliban és a Vezúvon PIHENŐ ÓRIÁSOK \| HTM \| 2006. december \| 8-10. oldal \| - \| \| 27. \| Családi túra a Schnals-völgyben DÉL-TIROLI GYÖNGYSZEM \| HTM \| 2007. január \| 18-19. oldal \| - \| \| 28. \| Barlangokról felszínesen HÚSVÉTOLÁS AGGTELEKEN \| HTM \| 2007. május \| 18-19. oldal \| - \| \| 29. \| Látogatóban a Kányavári-szigeten A BALATON ÁRNYÉKÁBAN \| HTM \| 2007. augusztus \| 43. oldal \| - \| \| 30. \| Újra Vulcanón KÉN(Y)EZTETŐ PIHENÉS \| HTM \| 2007. szeptember \| 20-22. oldal \| - \| \| 31. \| Egy csuszamlós túra ÉGSZAKADÁS, FÖLDINDULÁS A RETYEZÁTON \| ÉT 2007/36 \| 2007.09.07. \| 1236-1239. oldal \| - \| \| 32. \| A Retyezátban HÁTAMON A HÁZAM \| HTM \| 2007. november \| 22-23. oldal \| - \| \| 33. \| Barlangászközpont Orfűn ELKÉSZÜLT A MECSEK HÁZA \| HTM \| 2008. január \| 18-19. oldal \| - \| \| 34. \| CÍMLAPFOTÓ \| ÉT 2008/1 \| 2008.01.04. \| 1. oldal \| - \| \| 35. \| A VULCANO KRÁTERÉN (hátlap) \| ÉT 2008/3 \| 2008.01.18. \| 94. oldal \| - \| \| 36. \| Az érintetlen természet víziója JÓTÉKONY HÓTAKARÓ \| HTM \| 2008. február \| 31. oldal \| - \| \| 37. \| Csúcsra járatás a Retyezátban KÉT LEGYET EGY CSAPÁSRA \| HTM \| 2008. március \| 24-25. oldal \| - \| \| 38. \| A VÍZ BOLYGÓJA (könyvajánló) \| ÉT 2008/15 \| 2008.04.11. \| 468. oldal \| - \| \| 39. \| A Beremendi-kristálybarlang MESEORSZÁG A KŐBÁNYÁBAN \| HTM \| 2008. május \| 16-17. oldal \| - \| \| 40. \| A Földvári Aladár-barlang A HALÁL TORKÁBÓL \| HTM \| 2008. június \| 16-17. oldal \| \| \| 41. \| Sziklák, tavak, erdők, fennsíkok RETYEZÁTI KERENGŐ \| HTM \| 2008. július \| 26-27. oldal \| - \| \| 42. \| Izgalmak az Etnán KITÖRŐ LELKESEDÉS \| HTM \| 2008. augusztus \| 28-29. oldal \| - \| \| 43. \| Bagni San Filippo FÜRDŐTÚRA TOSCANÁBAN \| HTM \| 2008. szeptember \| 13. oldal \| Érdi-Krausz Erika \| \| 44. \| BAKANCSOT FEL (könyvajánló) \| ÉT 2008/39 \| 2008.09.26. \| 1231. oldal \| - \| \| 45. \| Utazás Bukovinába KÁRPÁTOKON TÚL, TENGEREN INNEN \| HTM \| 2008. október \| 34-35. oldal \| - \| \| 46. \| Barangolás egy kihűlt szigeten FILICUDI VARÁZSA \| HTM \| 2008. november \| 22-23. oldal \| Érdi-Krausz Erika \| \| 47. \| A gelencei Szent Imre-templom ELREJTETT VILÁGÖRÖKSÉG \| HTM \| 2008. november \| 34. oldal \| - \| \| 48. \| Turisták ünnepe a Fekete-hegyen \| HTM \| 2008. november \| 50. oldal \| - \| \| 49. \| Bazaltos formakincsek az Etnán LÁVAMEZŐ ÉS AMI ALATTA VAN \| HTM \| 2009/1. \| 36-39. oldal \| Érdi-Krausz Erika \| \| 50. \| A Nagyharsányi-kristálybarlang SZÁRSOMLYÓ REJTETT KINCSE \| HTM \| 2009/2. \| 54-55. oldal \| - \| \| 51. \| Felfedezőúton a Martell-völgyben AHOL A JÉG SZÜKSÉGLET \| HTM \| 2009/4. \| 18-19. oldal \| - \| \| 52. \| KEGY(ETLEN)HELY Borzongás és emlékezés \| TM \| 2009. január \| 20-21. oldal \| - \| \| 53. \| A VELEMI VÍZIMALOM Műemléklesen Kőszeg-hegyalján \| TM \| 2009. február \| 30-31. oldal \| - \| \| 54. \| A FILICUDI KARÉJA (hátlap) \| ÉT 2009/21 \| 2009.05.22. \| 671. oldal \| - \| \| 55. \| A SKOCJAN-BARLANG VIADUKTJA (hátlap) \| ÉT 2009/26 \| 2009.06.26. \| 831. oldal \| Sarlós Ferenc (fotó) \| \| 56. \| AZ EZERARCÚ BÖRZSÖNY A Duna kanyarulatában \| TM \| 2009. július \| 30-31. oldal \| - \| \| 57. \| NAGYTAVAINK BICIKLINYEREGBŐL ÉS CSÓNAKBÓL (könyvajánló) \| ÉT 2009/35 \| 2009.08.28. \| 1112. oldal \| - \| \| 58. \| ALPESI KÓSTOLÓ Családi trekking az Ortler tövében \| TM \| 2009. október \| 16-17. oldal \| - \| \| 59. \| A dél-tiroli gleccserek tövében A JÉG HÁTÁN IS MEGÉLNEK \| ÉT 2009/40 \| 2009.10.02. \| 1264-1266. oldal \| - \| \| 60. \| VÉLETLEN VÁLASZTÁS A Ratsching-patak szurdokában \| TM \| 2009. november \| 38-39. oldal \| - \| \| 61. \| HAVAS KAPTATÓ Dorogtól Bajótig a Gerecsében \| TM \| 2009. december \| 40-41. oldal \| Varga László \| \| 62. \| Retyezáti képes napok FÜTYÜLŐ MORMOTÁK \| HTM \| 2010/4. \| 20-22. oldal \| - \| \| 63. \| Nyomkövetés az életre kelt barlangokban JÓSVAFŐ VIZEI \| ÉT 2010/15 \| 2010.04.09. \| 461-463. oldal \| Gruber Péter \| \| 64. \| A RETYEZÁT LOVAI (hátlap) \| ÉT 2010/20 \| 2010.05.14. \| 639. oldal \| - \| \| 65. \| A TAJTÉKOS BARADLA Árvízi túra az Aggteleki-karszton \| TM \| 2010. július \| 14-15. oldal \| - \| \| 66. \| Fürdőváros a végeken A LEGYŐZÖTT HERKULES \| ÉT 2010/40 \| 2010.10.01. \| 1254-1257. oldal \| Orosz Zsuzsa Varga László \| \| 67. \| A ROSIM-GLECCSER VÍZESÉSE (hátlap) \| ÉT 2010/43 \| 2010.10.22. \| 1375. oldal \| - \| \| 68. \| VIDÁMPARK A SÓBÁNYÁBAN Torda „új” nevezetessége \| TM \| 2011. június \| \| - \| \| 69. \| GIPSZVIRÁG A JÓZSEF-HEGYI-BARLANGBAN (hátlap) \| ÉT 2011/7 \| 2011.02.18. \| 233. oldal \| - \| \| 70. \| Múltidézés és sci-fi a tordai sóbányában SHOW A FÖLD ALATT \| ÉT 2011/8 \| 2011.02.25. \| 240-243. oldal \| - \| \| 71. \| AZ ÁGNES-AKNA HASADÉKÁBAN (hátlap) \| ÉT 2011/22 \| 2011.06.03. \| 703. oldal \| - \| \| 72. \| VASI VIRÁGPOMPA Látogatás a Jeli Arborétumban \| TM \| 2011. július \| 24-25. oldal \| - \| \| 73. \| A VULCANÓI ISZAPFÜRDŐ (hátlap) \| ÉT 2011/33 \| 2011.08.19. \| 1055. oldal \| - \| \| 74. \| CSEPEGŐ SZIKLÁK IGÉZETE Barangolás a Keleti-Mecsekben \| TM \| 2011. november \| 30-31. oldal \| - \| \| 75. \| LÁTHATATLAN TAVAK FÖLDJE A Cerknici-polje \| TM \| 2011. december \| 18-19. oldal \| - \| \| 76. \| TENGERSZEM A RETYEZÁTBAN (hátlap) \| ÉT 2012/8 \| 2012.02.24. \| 255. oldal \| - \| \| 77. \| GIPSZKRISTÁLY A SÁTORKŐPUSZTAI-BARLANGBAN (hátlap) \| ÉT 2012/10 \| 2012.03.09. \| 319. oldal \| - \| \| 78. \| KINT ÉS BENT - Száraz lábbal a Rakov Skocjan szurdokában \| TM \| 2012. június \| 10-11. oldal \| - \| \| 79. \| Poljék, dolinák, barlangok A KARSZTOK KLASSZIKUSA \| ÉT 2012/32 \| 2012.08.10. \| 1008-1010. oldal \| - \| \| 80. \| A SZLOVÉN-KARSZT GYÖNGYSZEME A barlangi gőték birodalma \| HTM \| 2012/ősz \| 14-16. oldal \| - \| \| 81. \| TEMPLOMOK ÚTJÁN Kulturális barangolás a Beregben \| HTM \| 2013/5. \| 42-43. oldal \| - \| \| 82. \| A BERGER KÁROLY-BARLANG (hátlap) \| ÉT 2013/11 \| 2013.03.15. \| 351. oldal \| - \| \| 83. \| KAPTÁR ALSÓCSERNÁTONBÓL (hátlap) \| ÉT 2013/26 \| 2013.06.28. \| 831. oldal \| - \| \| 84. \| HERCULANEUM ARCA (hátlap) \| ÉT 2013/34 \| 2013.08.23. \| 1087. oldal \| - \| \| 85. \| A NA POMEZÍ-BARLANG (hátlap) \| ÉT 2014/41 \| 2014.10.10. \| 1311. oldal \| - \| \| 86. \| A MEGCSONKÍTOTT FÖLDVÁRI ALADÁR-BARLANG (hátlap) \| ÉT 2015/10 \| 2015.03.06. \| 319. oldal \| - \| \| 87. \| LÁPOK FÖLDJÉN Észtországi barangolás \| ÉT 2015/47 \| 2015.11.20. \| 1488-1490. oldal + címlap \| - \| \| 88. \| A BEATLES ÉS AZ EMBERSZKENNER Hazánk legmodernebb CT-berendezései \| ÉT 2016/1 \| 2016.01.01. \| 9-11. oldal \| Cseri Zsolt \| \| 89. \| NAGYMOSÁS A BÁNYA MÉLYÉN Újrafelfedezett kristálybarlang \| HTM \| 2017/1. \| 48-51. oldal \| - \| \| 90. \| AHOL A FÖLD ALATT IS A VÍZ AZ ÚR Bányászat szivattyúkkal \| ÉT 2017/16 \| 2017.04.21. \| 496-498. oldal \| - \| \| 91. \| FESZTY PANORÁMÁJA Villámlátogatás Kijevben \| HTM \| 2017/3. \| 20-22. oldal \| - \| \| 92. \| TRONDHEIM KERESKEDŐHÁZAI \| ÉT 2017/31 \| 2017.08.04. \| 991. oldal \| - \| \| 93. \| A PASZAZSIRSZKIJ-VASÚTÁLLOMÁS \| ÉT 2017/34 \| 2017.08.25. \| 1087. oldal \| Szilvay Attila (fotó) \| \| 94. \| KORLÁTLAN KILÁTÁSOK A hírhedt Szószék-szikla \| HTM \| 2017/5. \| 28-30. oldal \| - \| \| 95. \| IDŐUTAZÁS A SARKKÖRÖN TÚLRA Európa északi végén \| ÉT 2017/42 \| 2017.10.20. \| 1327-1329. oldal + címlap \| - \| \| 96. \| MÁLYVACUKOR HEGYEK Hótalpas élmények Észak-Norvégiában \| HTM \| 2018/1. \| 35-37. \| - \| |                                                                                               |               |                           |                           |                           |
| Sorsz. | Cikk címe                                                                                     | Folyóirat     | Megjelenés dátuma         | Megjelenés helye a lapban | Társszerző(k)             |
| 1. | VULKÁNKITÖRÉSEK ÉS SZÖKŐÁRAK Pillantás az Etna torkába – Új figyelmeztető táblák a Strombolin | Mount Everest | 2004. szeptember- október |                           | Láng István               |
| 2. | TŰZOLTÓK A HEGY GYOMRÁBAN Portalanítás a Sátorkőpusztai-barlangban                            | Mount Everest | 2004. szeptember- október | 20-21. oldal              | -                         |
| 3. | A deményfalvi Szabadság-barlangban CSEPPKÖVEK KÖZÖTT                                          | HTM           | 2005. január              | 18-19. oldal              | -                         |
| 4. | Téli túrán a Börzsönyben FAGYOS CSENDÉLET                                                     | HTM           | 2005. február             | 58-59. oldal              | -                         |
| 5. | A természetjárás illúziója ÁTÉRTÉKELŐDÖTT FOGALMAK                                            | HTM           | 2005. április             | 44-45. oldal              | -                         |
| 6. | Vizes túrán az Etnán MEGMÁRTÓZÁS A LÁVAMEZŐBEN                                                | HTM           | 2005. május               | 8-9. oldal                | Érdi-Krausz Erika         |
| 7. | Túra a Nagy Sándorra „JELLEGTELEN” CSÚCS                                                      | HTM           | 2005. július              | 8-9. oldal                | Varga Mariann             |
| 8. | A Lipari-szigetek között TIRRÉN-TENGERI HÁNYATTATÁS                                           | HTM           | 2005. augusztus           | 8-9. oldal                | -                         |
| 9. | A Nagykő-havas A KÁRPÁT-KANYARBAN                                                             | HTM           | 2005. augusztus           | 24-26. oldal              | -                         |
| 10. | A cserszegtomaji labirintus „FENEKETLEN” KÚT                                                  | HTM           | 2005. szeptember          | 20-22. oldal              | -                         |
| 11. | A kies Martelltal VÁLTOZATOS TÚRAÖSVÉNYEKEN DÉL-TIROLBAN                                      | HTM           | 2005. szeptember          | 30-31. oldal              | -                         |
| 12. | Unaloműzés az Alpesekben JÉGRE VITT TÚRABAKANCSOK                                             | HTM           | 2005. november            | 8-9. oldal                | -                         |
| 13. | A természetvédők törvényi szigorítást sürgetnek RAJTAÜTÖTTEK AZ ERDEI MOTOROSOKON             | HTM           | 2005. november            | 45. oldal                 | -                         |
| 14. | A Laasi-völgy titka AHOL A PATAK MÁRVÁNYT MOS                                                 | HTM           | 2005. december            | 20-21. oldal              | -                         |
| 15. | Az értékes kőzet nyomában AHOL A PATAK MÁRVÁNYT MOS                                           | HTM           | 2006. január              | 20-22. oldal              | -                         |
| 16. | Vulkánok, szolfatárák, mofetták GYÓGYÍTÓ ÉS GYILKOS ÜREGEK                                    | HTM           | 2006. február             | 22-23. oldal              | -                         |
| 17. | A dolomitok árnyékában A RITTENI FÖLDPIRAMISOK                                                | ÉT 2006/7     | 2006.02.17.               | 202-203. oldal            | -                         |
| 18. | Egy újrakutatott barlang SÁTORKŐPUSZTAI KINCSEK                                               | ÉT 2006/25    | 2006.06.23.               | 784-787. oldal            | Sásdi László              |
| 19. | Újra az Etnán A BOCCA PEREMÉN                                                                 | HTM           | 2006. augusztus           | 8-9. oldal                | -                         |
| 20. | Ismerkedés Salina szigetével TRÓPUSI VARÁZSLAT                                                | HTM           | 2006. szeptember          | 8-9. oldal                | -                         |
| 21. | AZ ALCANTARA SZURDOKÁBAN (hátlap)                                                             | ÉT 2006/39    | 2006.09.29.               | 1246. oldal               | -                         |
| 22. | Újra a Strombolin HEGY KIROBBANÓ FORMÁBAN                                                     | HTM           | 2006. október             | 8-9. oldal                | -                         |
| 23. | Kőbánya a hegy gyomrában A VALÓDI MÁRVÁNY NYOMÁBAN                                            | ÉT 2006/44    | 2006.11.03.               | 1392-1395. oldal          | -                         |
| 24. | A VEZÚV KRÁTERE (hátlap)                                                                      | ÉT 2006/46    | 2006.11.17.               | 1470. oldal               | -                         |
| 25. | Litznerspitze, Madatscknott és ami mögötte van – KÖD ELŐTTÜNK, KÖD UTÁNUNK                    | HTM           | 2006. november            | 8-9. oldal                |                           |
| 26. | Újra Pozzuoliban és a Vezúvon PIHENŐ ÓRIÁSOK                                                  | HTM           | 2006. december            | 8-10. oldal               | -                         |
| 27. | Családi túra a Schnals-völgyben DÉL-TIROLI GYÖNGYSZEM                                         | HTM           | 2007. január              | 18-19. oldal              | -                         |
| 28. | Barlangokról felszínesen HÚSVÉTOLÁS AGGTELEKEN                                                | HTM           | 2007. május               | 18-19. oldal              | -                         |
| 29. | Látogatóban a Kányavári-szigeten A BALATON ÁRNYÉKÁBAN                                         | HTM           | 2007. augusztus           | 43. oldal                 | -                         |
| 30. | Újra Vulcanón KÉN(Y)EZTETŐ PIHENÉS                                                            | HTM           | 2007. szeptember          | 20-22. oldal              | -                         |
| 31. | Egy csuszamlós túra ÉGSZAKADÁS, FÖLDINDULÁS A RETYEZÁTON                                      | ÉT 2007/36    | 2007.09.07.               | 1236-1239. oldal          | -                         |
| 32. | A Retyezátban HÁTAMON A HÁZAM                                                                 | HTM           | 2007. november            | 22-23. oldal              | -                         |
| 33. | Barlangászközpont Orfűn ELKÉSZÜLT A MECSEK HÁZA                                               | HTM           | 2008. január              | 18-19. oldal              | -                         |
| 34. | CÍMLAPFOTÓ                                                                                    | ÉT 2008/1     | 2008.01.04.               | 1. oldal                  | -                         |
| 35. | A VULCANO KRÁTERÉN (hátlap)                                                                   | ÉT 2008/3     | 2008.01.18.               | 94. oldal                 | -                         |
| 36. | Az érintetlen természet víziója JÓTÉKONY HÓTAKARÓ                                             | HTM           | 2008. február             | 31. oldal                 | -                         |
| 37. | Csúcsra járatás a Retyezátban KÉT LEGYET EGY CSAPÁSRA                                         | HTM           | 2008. március             | 24-25. oldal              | -                         |
| 38. | A VÍZ BOLYGÓJA (könyvajánló)                                                                  | ÉT 2008/15    | 2008.04.11.               | 468. oldal                | -                         |
| 39. | A Beremendi-kristálybarlang MESEORSZÁG A KŐBÁNYÁBAN                                           | HTM           | 2008. május               | 16-17. oldal              | -                         |
| 40. | A Földvári Aladár-barlang A HALÁL TORKÁBÓL                                                    | HTM           | 2008. június              | 16-17. oldal              |                           |
| 41. | Sziklák, tavak, erdők, fennsíkok RETYEZÁTI KERENGŐ                                            | HTM           | 2008. július              | 26-27. oldal              | -                         |
| 42. | Izgalmak az Etnán KITÖRŐ LELKESEDÉS                                                           | HTM           | 2008. augusztus           | 28-29. oldal              | -                         |
| 43. | Bagni San Filippo FÜRDŐTÚRA TOSCANÁBAN                                                        | HTM           | 2008. szeptember          | 13. oldal                 | Érdi-Krausz Erika         |
| 44. | BAKANCSOT FEL (könyvajánló)                                                                   | ÉT 2008/39    | 2008.09.26.               | 1231. oldal               | -                         |
| 45. | Utazás Bukovinába KÁRPÁTOKON TÚL, TENGEREN INNEN                                              | HTM           | 2008. október             | 34-35. oldal              | -                         |
| 46. | Barangolás egy kihűlt szigeten FILICUDI VARÁZSA                                               | HTM           | 2008. november            | 22-23. oldal              | Érdi-Krausz Erika         |
| 47. | A gelencei Szent Imre-templom ELREJTETT VILÁGÖRÖKSÉG                                          | HTM           | 2008. november            | 34. oldal                 | -                         |
| 48. | Turisták ünnepe a Fekete-hegyen                                                               | HTM           | 2008. november            | 50. oldal                 | -                         |
| 49. | Bazaltos formakincsek az Etnán LÁVAMEZŐ ÉS AMI ALATTA VAN                                     | HTM           | 2009/1.                   | 36-39. oldal              | Érdi-Krausz Erika         |
| 50. | A Nagyharsányi-kristálybarlang SZÁRSOMLYÓ REJTETT KINCSE                                      | HTM           | 2009/2.                   | 54-55. oldal              | -                         |
| 51. | Felfedezőúton a Martell-völgyben AHOL A JÉG SZÜKSÉGLET                                        | HTM           | 2009/4.                   | 18-19. oldal              | -                         |
| 52. | KEGY(ETLEN)HELY Borzongás és emlékezés                                                        | TM            | 2009. január              | 20-21. oldal              | -                         |
| 53. | A VELEMI VÍZIMALOM Műemléklesen Kőszeg-hegyalján                                              | TM            | 2009. február             | 30-31. oldal              | -                         |
| 54. | A FILICUDI KARÉJA (hátlap)                                                                    | ÉT 2009/21    | 2009.05.22.               | 671. oldal                | -                         |
| 55. | A SKOCJAN-BARLANG VIADUKTJA (hátlap)                                                          | ÉT 2009/26    | 2009.06.26.               | 831. oldal                | Sarlós Ferenc (fotó)      |
| 56. | AZ EZERARCÚ BÖRZSÖNY A Duna kanyarulatában                                                    | TM            | 2009. július              | 30-31. oldal              | -                         |
| 57. | NAGYTAVAINK BICIKLINYEREGBŐL ÉS CSÓNAKBÓL (könyvajánló)                                       | ÉT 2009/35    | 2009.08.28.               | 1112. oldal               | -                         |
| 58. | ALPESI KÓSTOLÓ Családi trekking az Ortler tövében                                             | TM            | 2009. október             | 16-17. oldal              | -                         |
| 59. | A dél-tiroli gleccserek tövében A JÉG HÁTÁN IS MEGÉLNEK                                       | ÉT 2009/40    | 2009.10.02.               | 1264-1266. oldal          | -                         |
| 60. | VÉLETLEN VÁLASZTÁS A Ratsching-patak szurdokában                                              | TM            | 2009. november            | 38-39. oldal              | -                         |
| 61. | HAVAS KAPTATÓ Dorogtól Bajótig a Gerecsében                                                   | TM            | 2009. december            | 40-41. oldal              | Varga László              |
| 62. | Retyezáti képes napok FÜTYÜLŐ MORMOTÁK                                                        | HTM           | 2010/4.                   | 20-22. oldal              | -                         |
| 63. | Nyomkövetés az életre kelt barlangokban JÓSVAFŐ VIZEI                                         | ÉT 2010/15    | 2010.04.09.               | 461-463. oldal            | Gruber Péter              |
| 64. | A RETYEZÁT LOVAI (hátlap)                                                                     | ÉT 2010/20    | 2010.05.14.               | 639. oldal                | -                         |
| 65. | A TAJTÉKOS BARADLA Árvízi túra az Aggteleki-karszton                                          | TM            | 2010. július              | 14-15. oldal              | -                         |
| 66. | Fürdőváros a végeken A LEGYŐZÖTT HERKULES                                                     | ÉT 2010/40    | 2010.10.01.               | 1254-1257. oldal          | Orosz Zsuzsa Varga László |
| 67. | A ROSIM-GLECCSER VÍZESÉSE (hátlap)                                                            | ÉT 2010/43    | 2010.10.22.               | 1375. oldal               | -                         |
| 68. | VIDÁMPARK A SÓBÁNYÁBAN Torda „új” nevezetessége                                               | TM            | 2011. június              |                           | -                         |
| 69. | GIPSZVIRÁG A JÓZSEF-HEGYI-BARLANGBAN (hátlap)                                                 | ÉT 2011/7     | 2011.02.18.               | 233. oldal                | -                         |
| 70. | Múltidézés és sci-fi a tordai sóbányában SHOW A FÖLD ALATT                                    | ÉT 2011/8     | 2011.02.25.               | 240-243. oldal            | -                         |
| 71. | AZ ÁGNES-AKNA HASADÉKÁBAN (hátlap)                                                            | ÉT 2011/22    | 2011.06.03.               | 703. oldal                | -                         |
| 72. | VASI VIRÁGPOMPA Látogatás a Jeli Arborétumban                                                 | TM            | 2011. július              | 24-25. oldal              | -                         |
| 73. | A VULCANÓI ISZAPFÜRDŐ (hátlap)                                                                | ÉT 2011/33    | 2011.08.19.               | 1055. oldal               | -                         |
| 74. | CSEPEGŐ SZIKLÁK IGÉZETE Barangolás a Keleti-Mecsekben                                         | TM            | 2011. november            | 30-31. oldal              | -                         |
| 75. | LÁTHATATLAN TAVAK FÖLDJE A Cerknici-polje                                                     | TM            | 2011. december            | 18-19. oldal              | -                         |
| 76. | TENGERSZEM A RETYEZÁTBAN (hátlap)                                                             | ÉT 2012/8     | 2012.02.24.               | 255. oldal                | -                         |
| 77. | GIPSZKRISTÁLY A SÁTORKŐPUSZTAI-BARLANGBAN (hátlap)                                            | ÉT 2012/10    | 2012.03.09.               | 319. oldal                | -                         |
| 78. | KINT ÉS BENT - Száraz lábbal a Rakov Skocjan szurdokában                                      | TM            | 2012. június              | 10-11. oldal              | -                         |
| 79. | Poljék, dolinák, barlangok A KARSZTOK KLASSZIKUSA                                             | ÉT 2012/32    | 2012.08.10.               | 1008-1010. oldal          | -                         |
| 80. | A SZLOVÉN-KARSZT GYÖNGYSZEME A barlangi gőték birodalma                                       | HTM           | 2012/ősz                  | 14-16. oldal              | -                         |
| 81. | TEMPLOMOK ÚTJÁN Kulturális barangolás a Beregben                                              | HTM           | 2013/5.                   | 42-43. oldal              | -                         |
| 82. | A BERGER KÁROLY-BARLANG (hátlap)                                                              | ÉT 2013/11    | 2013.03.15.               | 351. oldal                | -                         |
| 83. | KAPTÁR ALSÓCSERNÁTONBÓL (hátlap)                                                              | ÉT 2013/26    | 2013.06.28.               | 831. oldal                | -                         |
| 84. | HERCULANEUM ARCA (hátlap)                                                                     | ÉT 2013/34    | 2013.08.23.               | 1087. oldal               | -                         |
| 85. | A NA POMEZÍ-BARLANG (hátlap)                                                                  | ÉT 2014/41    | 2014.10.10.               | 1311. oldal               | -                         |
| 86. | A MEGCSONKÍTOTT FÖLDVÁRI ALADÁR-BARLANG (hátlap)                                              | ÉT 2015/10    | 2015.03.06.               | 319. oldal                | -                         |
| 87. | LÁPOK FÖLDJÉN Észtországi barangolás                                                          | ÉT 2015/47    | 2015.11.20.               | 1488-1490. oldal + címlap | -                         |
| 88. | A BEATLES ÉS AZ EMBERSZKENNER Hazánk legmodernebb CT-berendezései                             | ÉT 2016/1     | 2016.01.01.               | 9-11. oldal               | Cseri Zsolt               |
| 89. | NAGYMOSÁS A BÁNYA MÉLYÉN Újrafelfedezett kristálybarlang                                      | HTM           | 2017/1.                   | 48-51. oldal              | -                         |
| 90. | AHOL A FÖLD ALATT IS A VÍZ AZ ÚR Bányászat szivattyúkkal                                      | ÉT 2017/16    | 2017.04.21.               | 496-498. oldal            | -                         |
| 91. | FESZTY PANORÁMÁJA Villámlátogatás Kijevben                                                    | HTM           | 2017/3.                   | 20-22. oldal              | -                         |
| 92. | TRONDHEIM KERESKEDŐHÁZAI                                                                      | ÉT 2017/31    | 2017.08.04.               | 991. oldal                | -                         |
| 93. | A PASZAZSIRSZKIJ-VASÚTÁLLOMÁS                                                                 | ÉT 2017/34    | 2017.08.25.               | 1087. oldal               | Szilvay Attila (fotó)     |
| 94. | KORLÁTLAN KILÁTÁSOK A hírhedt Szószék-szikla                                                  | HTM           | 2017/5.                   | 28-30. oldal              | -                         |
| 95. | IDŐUTAZÁS A SARKKÖRÖN TÚLRA Európa északi végén                                               | ÉT 2017/42    | 2017.10.20.               | 1327-1329. oldal + címlap | -                         |
| 96. | MÁLYVACUKOR HEGYEK Hótalpas élmények Észak-Norvégiában                                        | HTM           | 2018/1.                   | 35-37.                    | -                         |

## Kitüntetések
- Az év diákújságírója (1995)
- Dr. Jócsik Lajos-díj [Esztergom város környezetvédelméért] (2006)
- Papp Ferenc-emlékérem [a magyarországi barlangkutatás népszerűsítéséért] (2013)
- A Dorogiak Dorogért Alapítvány kitüntetettje (2017)